# Mary Ford
Mary Ford, geboren als Iris Colleen Summers (El Monte, 7 juli 1924 - Arcadia, 30 september 1977), was een Amerikaanse zangeres en gitariste.

## Carrière
Mary Ford was eerst als country-muzikante voor artiesten als Gene Autry en Jimmy Wakely werkzaam onder haar geboortenaam Iris Colleen Summers, maar haar grootste successen vierde ze in duet met haar latere echtgenoot Lester William Polfus (Les Paul). De artiestennaam Mary Ford had Les Paul uit een telefoonboek uitgezocht.
Mary Ford was sinds 1946 samen met Les Paul. Het huwelijk vond plaats in 1949. Als het duo Les Paul & Mary Ford waren ze in 1950 zeer succesvol met talrijke liveoptredens en plaatopnamen. In de jaren 1950 tot 1954 had het duo 16 top tien-hits in de Verenigde Staten, waarvan vijf binnen negen maanden. Tot hun grootste successen behoorden How High The Moon en The World Is Waiting For The Sunrise. Verder kreeg het echtpaar een eigen tv-show met de naam The Les Paul and Mary Ford at Home Show, die van 1953 tot 1960 veel succes oogstte op de Amerikaanse televisie.
Aangezien het nomadenleven hun huwelijk sterk belastte, liet het echtpaar zich in 1964 scheiden. Mary Ford trok zich terug uit de muziekbusiness, terwijl Les Paul vervolgens als hobby-uitvinder en raadgever werkte voor de gitaarbouwfirma Gibson Guitar Corporation, voordat hij met gastoptredens en soloprojecten terugkeerde op het podium.

## Technieken
Het duo Les Paul & Mary Ford onderscheidde zich vooral door het gebruik van de toen nog nieuwe meersporen-opnametechniek. Mary Ford kon in de studio meerstemmige koren met zichzelf zingen, doordat verschillende harmoniedelen vooraf werden vastgelegd en later werden samengevoegd. Voor liveoptredens vond Les Paul de zogenaamde Les Paulverizer en Mary Fordverizer uit, achter het podium verborgen opnameapparatuur, die Les Paul vanaf zijn gitaar kon sturen.
Samen had het duo tijdens de jaren 1950 groot succes met hun muziek, die zich door aannemelijke, door jazz en swing beïnvloede melodieën onderscheidde. Ondanks het inzetten van nieuwe geluidstechnieken en klankeffecten telde het paar vooral door hun tv-serie als het voorbeeld van een gelukkige, ongecompliceerde Amerikaanse modelfamilie.

## Privéleven en overlijden
Mary Ford trouwde na de scheiding opnieuw en nam de naam Hatfield van haar echtgenoot aan. Tot aan haar dood in 1977 woonde ze in Monrovia. Haar artistieke activiteiten beperkten zich tot incidentele benefietoptredens en muziek binnen haar familiekring. Mary Ford overleed op 30 september 1977 op 53-jarige leeftijd aan de gevolgen van diabetes.

## Discografie

### Singles (selectie)
- Lover (When You're Near Me)
- How High the Moon
- Vaya Con Dios
- Bye Bye Blues

### Albums (selectie)
- Wingin' South
- Lover's Luau
- Warm and Wonderful
- New Sound
- Hits of Les and Mary

- Bibliothèque nationale de France: cb13966167c (data)
- Gemeinsame Normdatei: 134769627
- International Standard Name Identifier: 0000 0000 7971 564X
- Library of Congress Control Number: n85138096
- MusicBrainz: c8e82599-5c11-4a73-ae88-6b4f2cc6e7e8
- Nationale bibliotheek van Australië: 53046930
- Nederlandse Thesaurus van Auteursnamen: 071030859
- Système universitaire de documentation: 160719860
- Trove: 1532660
- Virtual International Authority File: 19873284
- WorldCat: E39PBJdgVcXp8Hf4tq3bjTKfMP